# Fontaine-sur-Maye
Fontaine-sur-Maye – miejscowość i gmina we Francji, w regionie Hauts-de-France, w departamencie Somma.
Według danych na rok 2011 gminę zamieszkiwało 155 osób, a gęstość zaludnienia wynosiła 27 osób/km² (wśród 2293 gmin Pikardii Fontaine-sur-Maye plasuje się na 858. miejscu pod względem liczby ludności, natomiast pod względem powierzchni na miejscu 821.).